# Nahořánky
Nahořánky (německy Nahorschan) jsou malá vesnice, část obce Strašín v okrese Klatovy v Plzeňském kraji. Nachází se asi jeden kilometr severně od Strašína. Prochází zde silnice II/171. Je zde evidováno 26 adres. V roce 2011 zde trvale žilo devět obyvatel.
Nahořánky jsou také název katastrálního území o rozloze 1,36 km². V katastrálním území leží i osada Obnoží.

## Historie
První písemná zmínka o vesnici pochází z roku 1523.

## Obyvatelstvo
| Rok            | 1869 | 1880 | 1890 | 1900 | 1910 | 1921 | 1930 | 1950 | 1961 | 1970 | 1980 | 1991 | 2001 | 2011 | 2021 |
| -------------- | ---- | ---- | ---- | ---- | ---- | ---- | ---- | ---- | ---- | ---- | ---- | ---- | ---- | ---- | ---- |
| Počet obyvatel | 106  | 140  | 133  | 138  | 151  | 136  | 133  | 79   | 79   | 61   | 33   | 23   | 21   | 9    | 9    |
| Počet domů     | 12   | 14   | 15   | 20   | 20   | 21   | 26   | 27   | 27   | 21   | 16   | 19   | 20   | 20   | 20   |

## Obecní správa
Při sčítání lidu v letech 1850–1920 Nahořánky byly osadou obce Maleč v okrese Sušice. V letech 1921–1949 byly samostatnou obcí v okrese Sušice. Od roku 1950 jsou částí obce Strašín, se kterým patřily nejprve do okresu Sušice, ale od roku 1960 v okrese Klatovy.

## Pamětihodnosti
- Přírodní rezervace Na Volešku, v údolí Novosedelského potoka něco přes jeden kilometr severovýchodně od vesnice

## Galerie

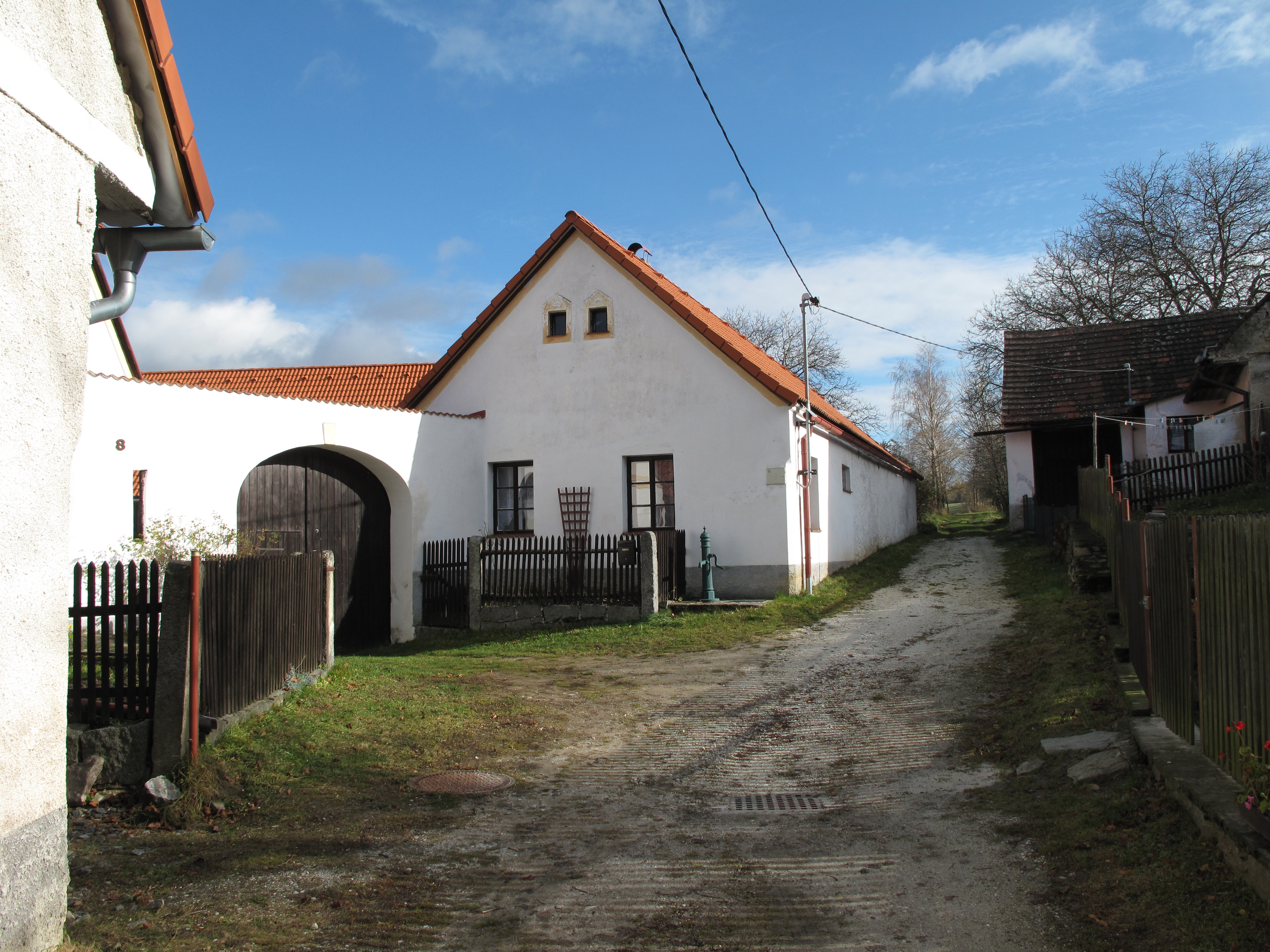
Statek
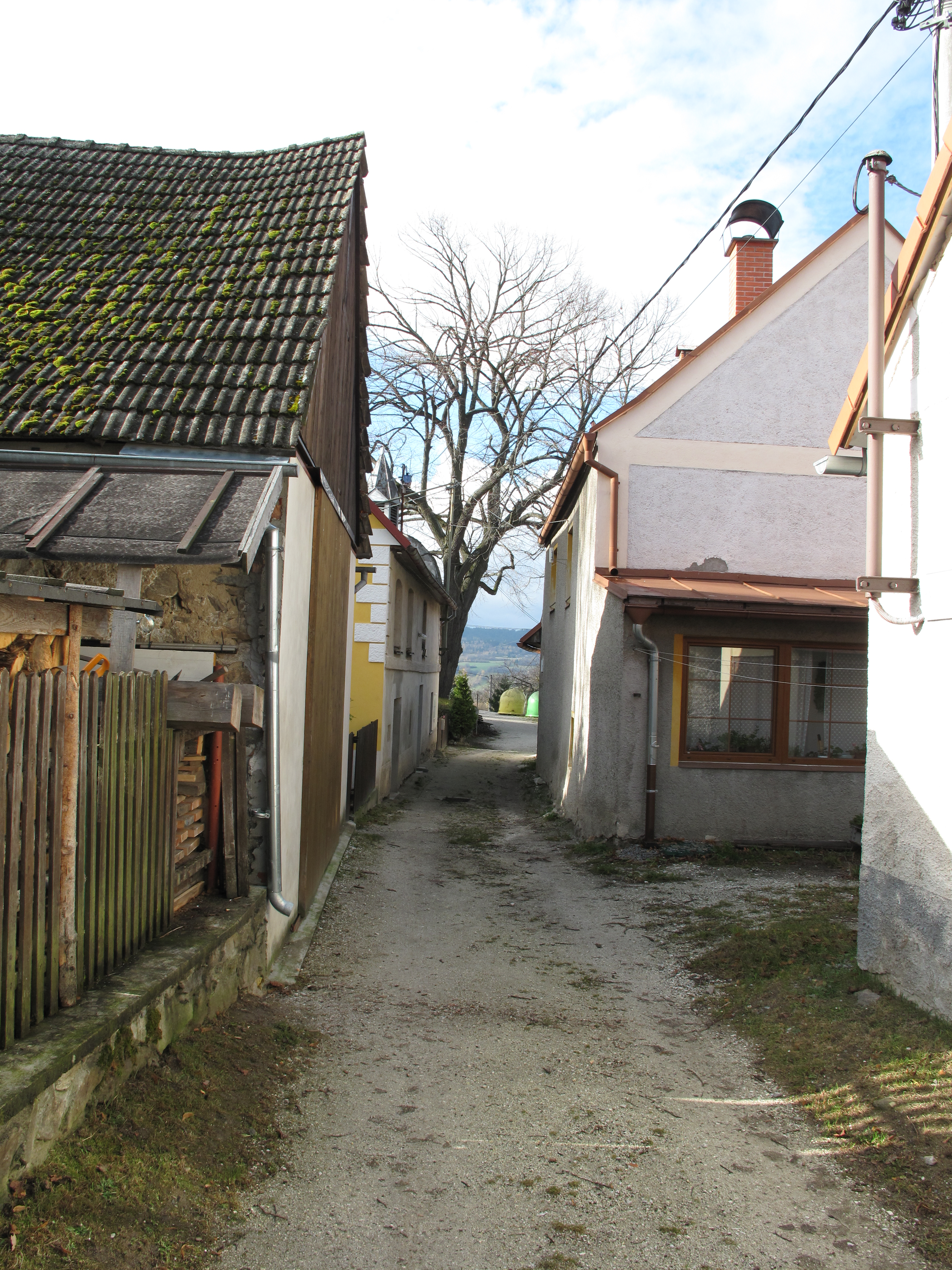
Cesta na náves
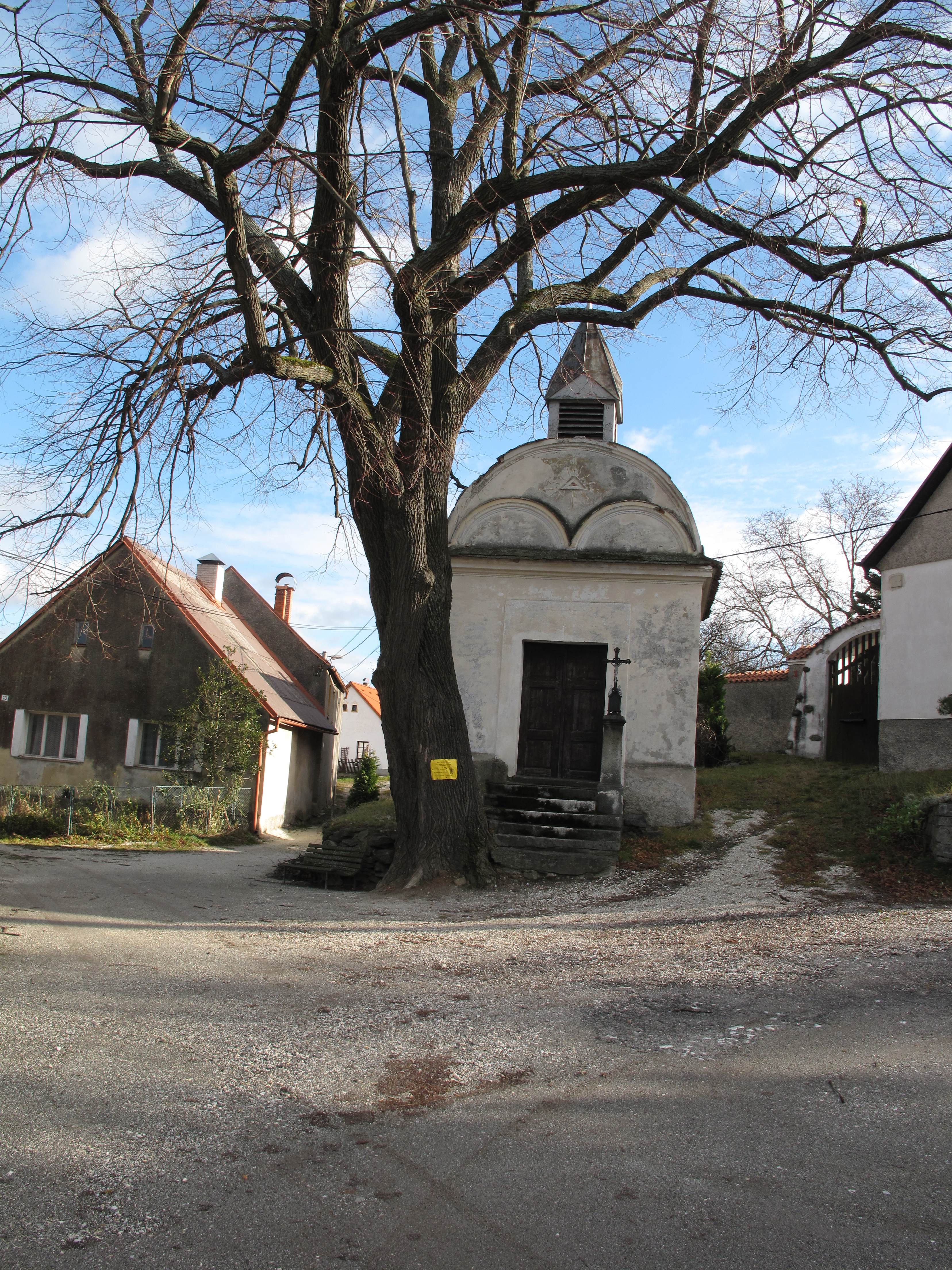
Kaplička
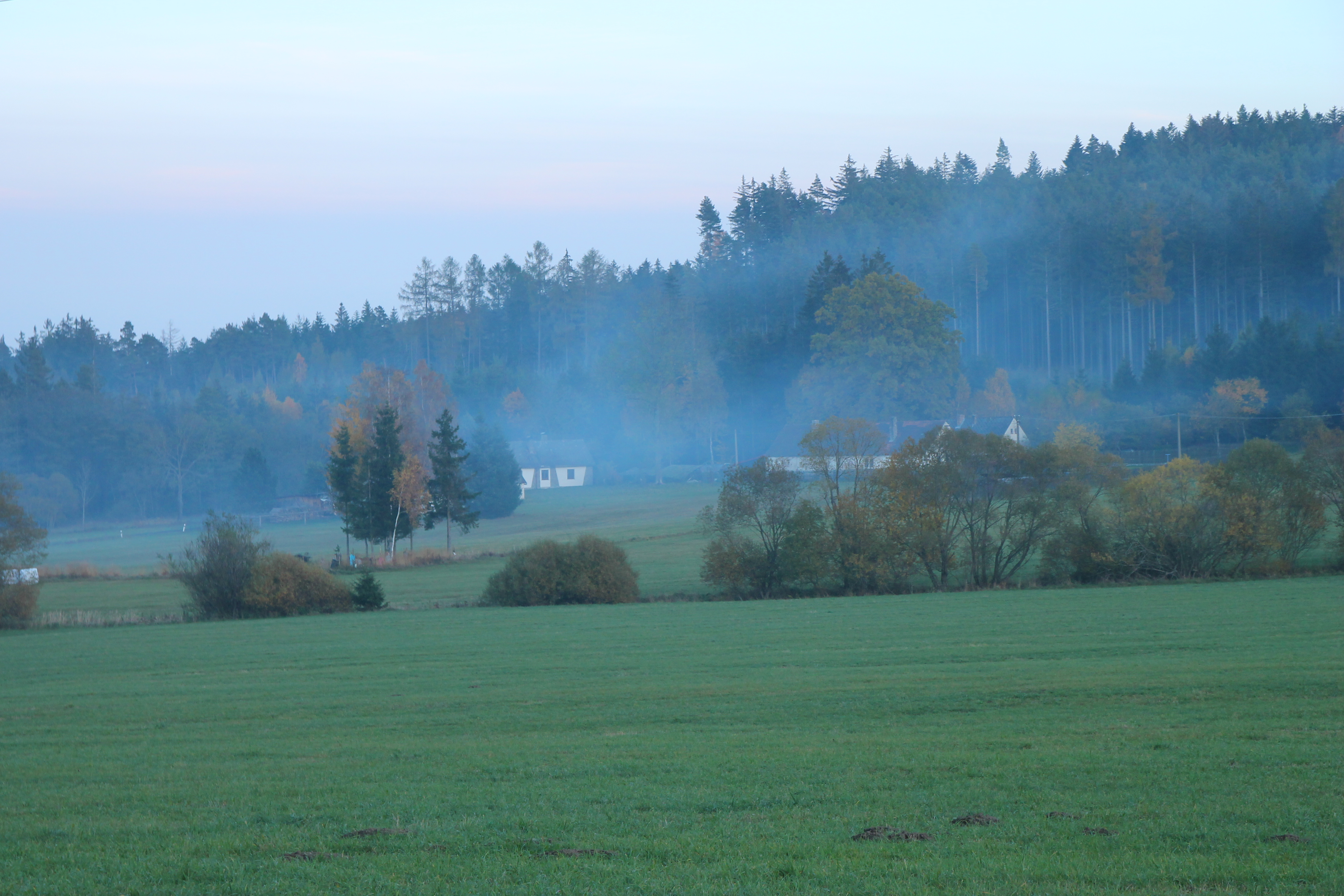
Obnoží